# Ferdinand Hardekopf

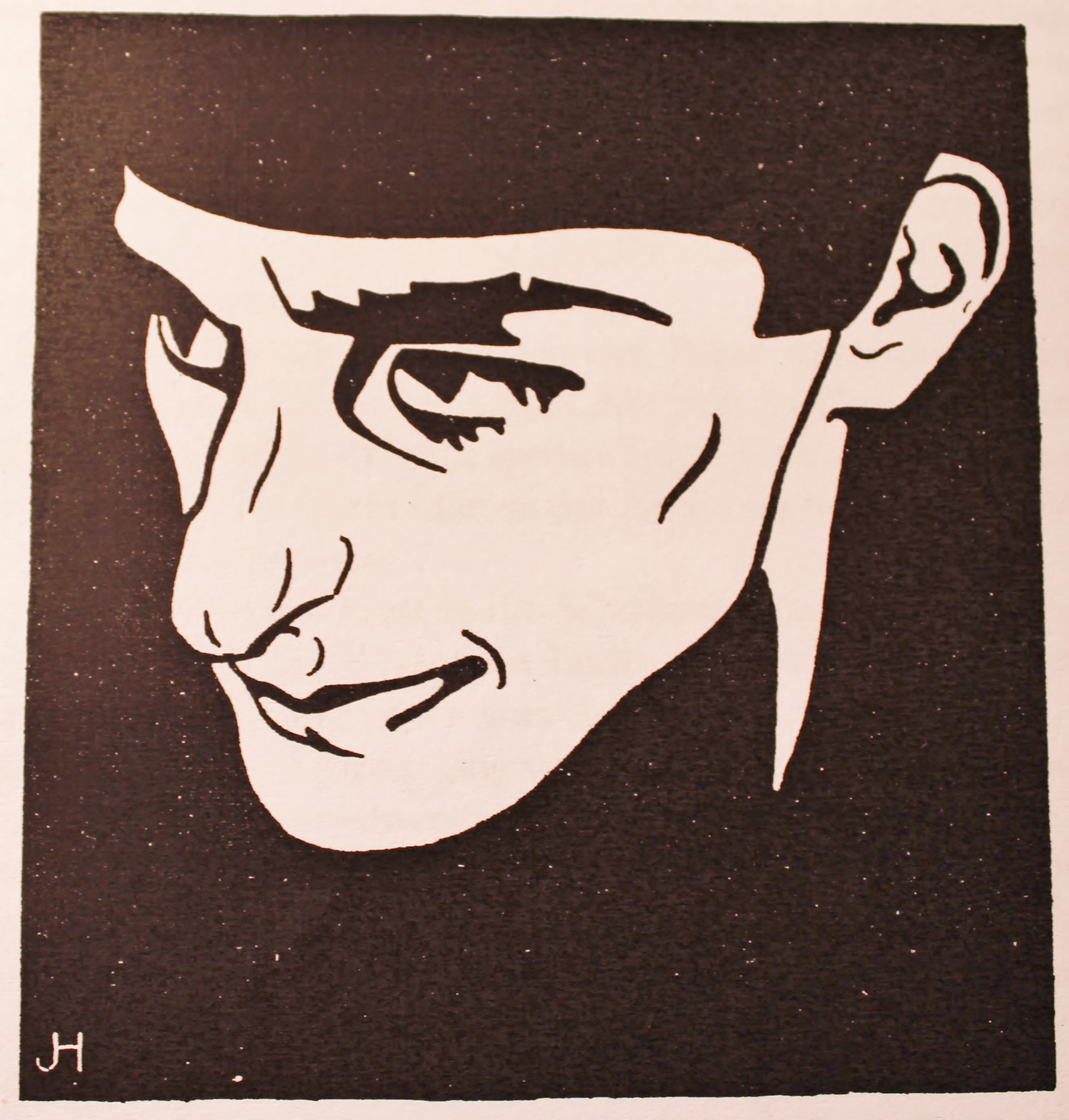
Ferdinand Hardekopf – Porträt von John Höxter; aus: Schall und Rauch, Heft Sept. 1920

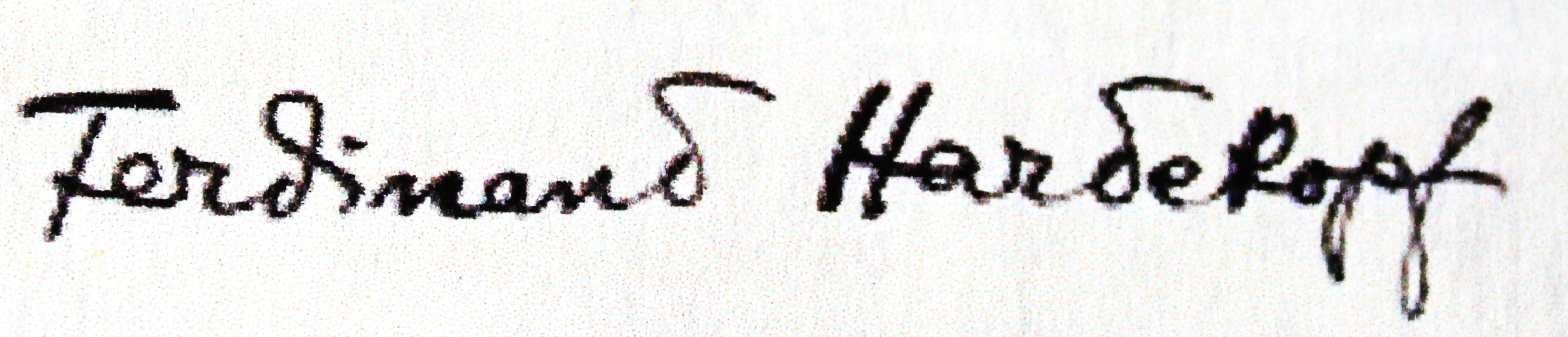

Ferdinand Hardekopf (* 15. Dezember 1876 in Varel; † 26. März 1954 in Zürich; Pseudonyme: Carsten F. Jesper, Stefan Wronski, Jason Bach, Hardy, Ravien Siurlai) war ein deutscher Journalist, Schriftsteller, Lyriker und Übersetzer.

## Leben

### Schulzeit, Studium

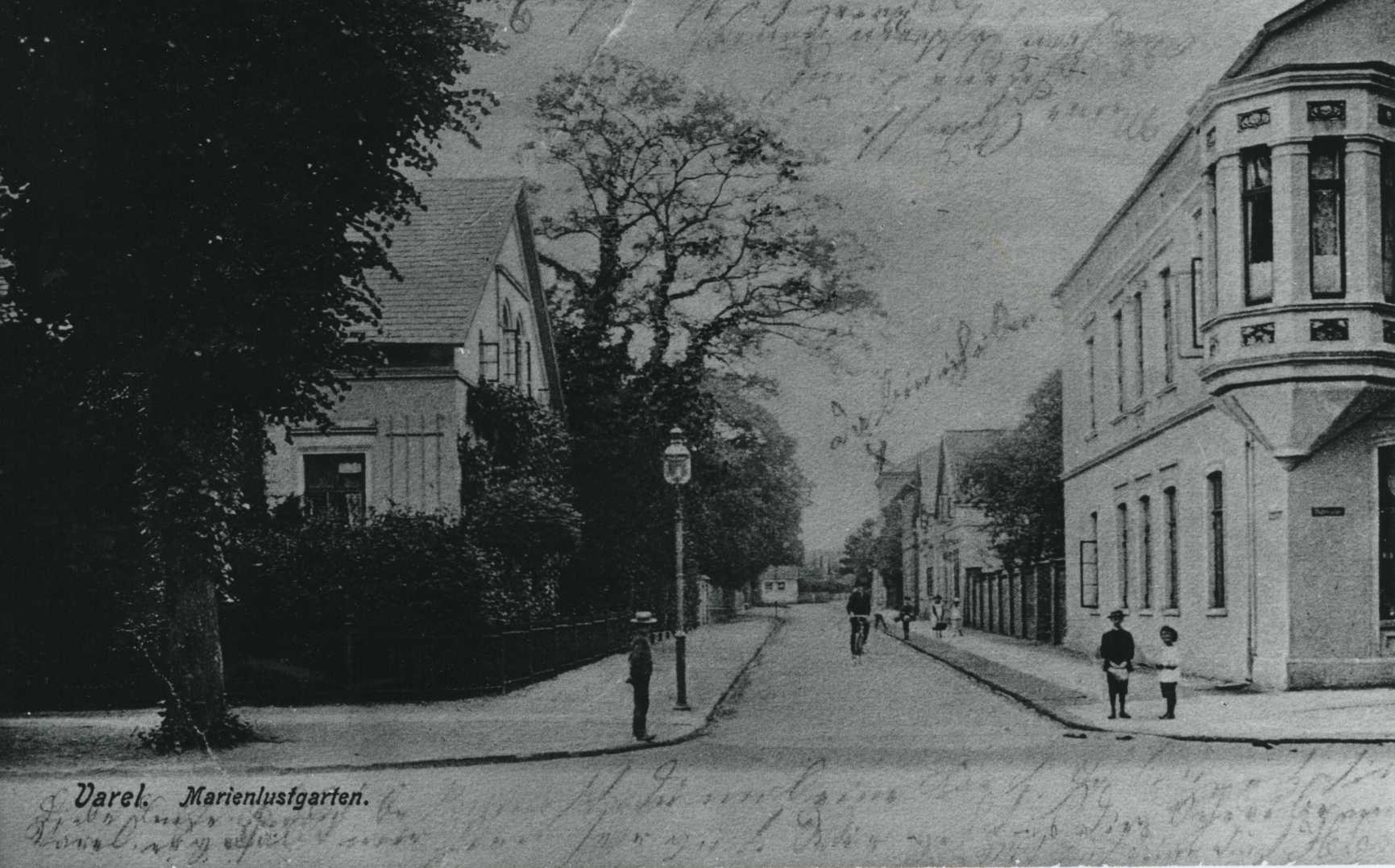
Geburtshaus Ferdinand Hardekopfs in Varel (rechts)

Ferdinand Hardekopf war das ältere von zwei Kindern des 1875 aus Geversdorf bei Cuxhaven nach Varel zugezogenen Textilkaufmanns Emil Alexander Hardekopf und seiner Ehefrau Ida Sophie, geb. Meyer. Ferdinand besuchte zunächst die Vorschule und anschließend die Realschule in Varel (Vorläufer des heutigen Lothar-Meyer-Gymnasiums). Mit zehn Jahren wechselte der hochbegabte Sohn eines Textilkaufmanns zum Oldenburger Großherzoglichen Gymnasium.
Einer seiner Lehrer in diesen Jahren war der aus Sachsen stammende Ernst Ahnert (1859–1944), der später zu einem führenden Vertreter der Stenografiebewegung in Deutschland wurde. Bei Ahnert lernte das „stenografische Wunderkind“ die ihm schon bald als Einkommensquelle dienende Kurzschrift (nach dem „Gabelsbergerschen System“) in höchster Perfektion.
Im Herbst 1891 zog der fast Fünfzehnjährige mit seiner Familie nach Leipzig, wo der Vater ein neues Textilgeschäft eröffnete. Nach dem Abitur (Ostern 1895) an der humanistischen Thomasschule zu Leipzig studierte Hardekopf von 1895 bis 1900 Germanistik, Romanistik und Philosophie an den Universitäten Leipzig und Berlin. Zu seinen akademischen Lehrern an der Berliner Friedrich-Wilhelms-Universität zählten u. a. der Philosoph und Soziologe Georg Simmel, der Ökonom Adolph Wagner und der Literaturwissenschaftler Erich Schmidt.

### Literat und Stenograf in Berlin
Nach dem Studium blieb er in Berlin, wo er zunächst Literatur- und Theaterkritiken für verschiedene Zeitungen und Zeitschriften schrieb, u. a. für Die Schaubühne (den Vorläufer der Weltbühne) sowie für die Münchner Neuesten Nachrichten. Er avancierte schnell zu einem gefragten Kritiker, zunächst vor allem als Varieté- und Theaterrezensent in dem Wochenblatt Die Schaubühne. Von 1906 bis 1912 veröffentlichte Hardekopf rund 50 Beiträge in der Zeitschrift. Ab 1911 publizierte er im Sprachrohr des Expressionismus, der Wochenzeitschrift Die Aktion. In Der Kondor (1912), der ersten Lyrikanthologie des frühen literarischen Expressionismus (Hrsg.: Kurt Hiller), war Hardekopf neben Autoren wie Georg Heym, Else Lasker-Schüler, Franz Werfel, Max Brod u. a. mit mehreren Gedichten vertreten. Schon seit seinem Studium war Hardekopf als Stenograf tätig, u. a. in den Landtagen in Dresden und Weimar sowie in der Leipziger Stadtverordnetenversammlung. Von 1904 bis 1916 hatte er eine Stelle als Parlamentsstenograf im Deutschen Reichstag inne. Der Brotberuf sicherte ihm ein einigermaßen geregeltes Einkommen, womit er auch mehrere Reisen finanzieren konnte. So unternahm er 1910 eine Frankreichreise zusammen mit seiner damaligen Lebensgefährtin Emmy Hennings. Auch nach dem Ende ihrer langjährigen Liebesbeziehung blieben Emmy Hennings und Ferdinand Hardekopf in enger Freundschaft verbunden.

### Exil in der Schweiz und in Frankreich
Im Jahr 1916 ging Hardekopf, da er Pazifist war, ins Exil in die Schweiz. Hier stand er der kurz zuvor von Hugo Ball und anderen gegründeten Bewegung des Dadaismus nahe, ohne sich ihr fest anzuschließen. Anfang der 1920er Jahre kehrte er wieder nach Deutschland zurück. Da er im Berlin der Zwanziger Jahre nicht Fuß fassen konnte, wanderte er 1922 endgültig aus und ging nach Paris. Hier übersetzte er die Werke bedeutender zeitgenössischer französischer Schriftsteller, unter anderem von André Gide und Jean Cocteau, aber auch Romane und Erzählungen französischer Klassiker. Zudem verfasste er Beiträge für französische Zeitungen, in den 1930er Jahren vor allem für das Pariser Tageblatt (ab 1936: Pariser Tageszeitung), das wichtigste Organ deutschsprachiger Exilanten in Frankreich. Daneben publizierte Hardekopf auch in verschiedenen Schweizer Zeitungen und in der in Amsterdam von Klaus Mann herausgegebenen Zeitschrift Die Sammlung. In der Zeit des Exils nahm Hardekopf an mehreren Schriftstellerkonferenzen teil, so zum Beispiel im Juni 1935 in Paris an dem u. a. von Ilja Ehrenburg, André Malraux, André Gide und Paul Nizan organisierten „Internationalen Schriftstellerkongress zur Verteidigung der Kultur“.
Er lebte zusammen mit seiner späteren Frau, der Schauspielerin Sita Staub (geb. Levien), einer Nichte von Ilse Frapan, in Paris und an der Riviera. Nach der deutschen Besetzung Frankreichs wurde er interniert und kam nur dank des Einsatzes von André Gide wieder frei. Er ging daraufhin mit seiner Lebensgefährtin in den unbesetzten Süden Frankreichs. 1946 übersiedelte er in die Schweiz, wo er mühevoll von Übersetzungsaufträgen für den schweizerischen Verband der Büchergilde Gutenberg lebte. Er starb 1954 in Zürich im Burghölzli, der psychiatrischen Klinik des dortigen Universitätsspitals. Nach der Kremation wurden seine sterblichen Überreste in einer Urnenwand auf dem Friedhof Zürich-Sihlfeld beigesetzt. Eine Hardekopf-Gedenkstätte befindet sich auf dem Friedhof des Dorfes Carabietta am Luganer See, dem Wohnort der befreundeten Schauspielerin Olly Jacques, in deren Haus der Dichter und Sita Staub häufig zu Gast waren.

### Schriftsteller und Übersetzer
Hardekopfs literarisches Werk im engeren Sinne ist nicht sehr umfangreich. Es beinhaltet vorrangig Lyrik und kleine Prosawerke, die hauptsächlich in den 1910er und 1920er Jahren entstanden und ihn als einen der Vorreiter des deutschen Expressionismus in der Literatur auszeichnen. Der Bibliothekar und Literaturwissenschaftler Paul Raabe sah in ihm den „heimlichen König des Expressionismus“. Dass Hardekopf zu den Lyrikern gehört, die in der bedeutenden und bis in die Gegenwart stark rezipierten Expressionismus-Anthologie „Menschheitsdämmerung“ (1919) von Kurt Pinthus nicht vertreten sind, ist sicher ein Grund für seinen geringen Bekanntheitsgrad.
Wie andere literarische Zeitgenossen experimentierte auch Hardekopf mit „bewusstseinserweiternden“ Drogen. Spuren dieser Erfahrungen zeigen sich in einigen seiner Gedichte.
Bei der Festnahme Hardekopfs und der Verbringung in ein Internierungslager gingen im Jahr 1940 wertvolle Manuskripte verloren, worunter sich auch das Exemplar seines Hauptwerkes Die Dekadenz der deutschen Sprache befand.
Ca. 50 Übersetzungen Hardekopfs aus dem Französischen erschienen in Buchform, und als Übersetzer hat er sich einen großen Namen gemacht. Thomas Mann sagte darüber: „… Hardekopf ist, glaube ich, unser bester Übersetzer aus dem Französischen.“

### Rezeption
Nachdem Hardekopf nach seinem Tod lange Zeit fast völlig in Vergessenheit geraten war, finden sein Leben und sein literarisches Schaffen heute stärkere Beachtung. Angeregt wurde das neue Interesse z. B. durch Lesungen, u. a. des Schriftstellers und Rezitators Oskar Ansull, und Veranstaltungen wie das mehrtägige „Kleine Hardekopf-Festival“ in Hardekopfs Geburtsstadt Varel sowie eine Reihe von neuen Veröffentlichungen zu seiner Biografie und seiner Bedeutung als Übersetzer französischer Literatur. Große Resonanz auf den Kulturseiten der überregionalen Presse fand die Herausgabe einer Sammlung von Feuilletons des jungen Hardekopf („Briefe aus Berlin“). In dem 2017 von ARTE und NDR produzierten Dokudrama „Der Reichstag – Geschichte eines deutschen Hauses“ (Regie: Christoph Weinert) spielt der durch einen Schauspieler dargestellte Stenograf Ferdinand Hardekopf als kritischer Beobachter der Parlamentsdebatten während des Ersten Weltkrieges eine Hauptrolle.
Ein umfangreicher Teilnachlass Hardekopfs, darunter zahlreiche Briefe, wird im Deutschen Literaturarchiv Marbach aufbewahrt. Weitere Teilnachlässe befinden sich u. a. im Schweizerischen Literaturarchiv (Bern), im STURM-Archiv der Staatsbibliothek Berlin, in der Kantonsbibliothek Aarau, im Deutschen Exilarchiv der Deutschen Nationalbibliothek (Frankfurt am Main) und in der Bibliothéque littéraire Jacques-Doucet (Paris).
Im Heimatmuseum seiner Geburtsstadt gehört Ferdinand Hardekopf zu den „Zehn bedeutenden Persönlichkeiten Varels“, an die durch ein Porträt und eine Kurzbiografie erinnert wird.

## Werke

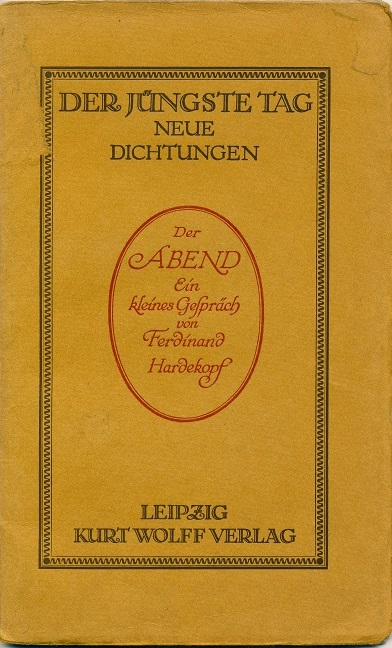
Ferdinand Hardekopf: Der Abend, 1913 im Kurt Wolff Verlag (Leipzig) erschienen

### Werke in Sammlungen
- Gesammelte Dichtungen. Hrsg. und biographische Einleitung von Emmy Moor-Wittenbach. Verlag Die Arche, Zürich 1963.
- Berlin 1907–1909. Theaterkritiken aus der Schaubühne. Herausgegeben von Arne Drews. Revonnah Verlag, Hannover 1997, ISBN 3-927715-46-8.
- Wir Gespenster. Dichtungen. Hrsg. und Nachwort von Wilfried F. Schoeller. Arche, Zürich/Hamburg 2004, ISBN 3-7160-2329-9, enthält:
  - Der Abend. Ein Dialog (1913)
  - Lesestücke (1916)
  - Privatgedichte (1921)
- Ferdinand Hardekopf: Briefe aus Berlin. Feuilletons 1899–1902. Nimbus. Kunst und Bücher, ISBN 978-3-03850-015-5.

### Verstreute Texte in Zeitungen und Zeitschriften (Auswahl)
- Spinngewebe. In: Dem Neuen Jahrhundert. Musen-Almanach Berliner Studenten für das Jahr 1900, hrsg. von Leopold von Wiese, Berlin 1900.
- Das litterarische Variété. In: Freisinnige Zeitung, Jg. 6, Nr. 249, Berlin 1900.
- Die Zigarette. In: Der Morgen. Berliner Fremdenblatt, Jg. 1, Nr. 5, Berlin 1901.
- Vierundzwanzig Stunden. Aus dem Tagebuch eines Bohémiens. In: Freistatt. Süddeutsche Wochenschrift für Politik, Literatur und Kunst, Jg. 4, H. 40, München 1902.
- Marasmus. Skizze aus der Décadence. In: Freistatt, Jg. 4, H. 50, München 1902.
- Lieder aus dem Rinnstein (Buchrezension). In: Freistatt, Jg. 6, H. 26, München 1902.
- Im Gebäude der Berliner Sezession (Ausstellungskritik). In: Freistatt, Jg. 5, H. 1, München 1903.
- Herr Josef Kainz. In: Freistatt, Jg. 5, H. 20, München 1903.
- Von Berliner Kabaretts, vornehmlich von Peter Hille. In: Freistatt, Jg. 5, H. 25, München 1903.
- Berlinische Kultur.[13] In: Kritik der Kritik. Zeitschrift für Kunst und Kunstfreunde, II. Band, Breslau 1906.
- Stavenhagen und Gorki. In: Die Schaubühne, Jg. 2, Nr. 48, Berlin 1906. (online)
- Die Epigonen der Elf Scharfrichter. In: Die Schaubühne, Jg. 3, Nr. 40, Berlin 1907. (online)
- Die frohe Botschaft (Rezension eines Romans). In: Münchner Neueste Nachrichten vom 6. November 1910. (online)
- Die Karriere des Kinematographen. In: Münchner Neueste Nachrichten vom 28. November 1910. (online)
- Aphorismen.[14] In: Jugend. Münchner Illustrierte Wochenschrift für Kunst und Leben, 15. Jg., Nr. 40, München 1910. (online)
- Pariser Miniaturen: Terrasse von Meudon. Kamin. In: Jugend, 15. Jg., Nr. 45, München 1910. (online)
- Regierungswechsel (Gedicht).[15] In: Jugend, 15. Jg., Nr. 51, München 1910. (online)
- Splitter (Aphorismen). In: Jugend, 16. Jg., Nr. 25, München 1911. (online)
- Der Tod des Stefan Wronski. In: Die Aktion. Wochenzeitschrift für Politik, Literatur, Kunst, Jg. 1, Nr. 25, Berlin 1911. (online)
- Kleine Chronik. Pariser Tagebuch. In: Prager Tagblatt vom 21. Juli 1912. (online)
- Reichstagsporträts. II Georg Ledebour. In: März. Eine Wochenschrift, 7. Jg., München 1913 (Reprint 1969). [16]
- Reichstagsporträts. IV Herr Erzberger. In: März. Eine Wochenschrift, 7. Jg., München 1913 (Reprint 1969). [17]
- Reichstagsporträts. VI Philipp Scheidemann. In: März. Eine Wochenschrift, 7. Jg., München 1913 (Reprint 1969). [18]
- Vincents abgeschnittenes Ohr. In: Neue Zürcher Zeitung vom 16. Oktober 1917. (Volltext)
- Zacharias Werner, in didaktischen Stanzen (Gedicht). In: Neue Schweizer Rundschau, 19. Jg., Heft 11, Zürich 1926. (online)
- Contra Platen. Entzauberung (zwei Gedichte). In: Neue Schweizer Rundschau, 20. Jg., Heft 7, Zürich 1927. (online)
- Anmerkungen (Aphorismen). In: Neue Schweizer Rundschau, 20. Jg., Heft 12, Zürich 1927. (Volltext)
- Erich Mühsam. Der Dichter und Märtyrer des Mitleids. In: Pariser Tagebuch vom 10. Juni 1934. (online)
- Spuk. Ein Nachtbild in Stanzen (Gedicht).  In: Neue Schweizer Rundschau, 23. Jg., Heft 12, Zürich 1930. (online)
- Wie sie ihren Nietzsche kennen (Briefwechsel zwischen Ferdinand Hardekopf und dem Verlag Philipp Reclam jun., Leipzig). In: Pariser Tageblatt vom 6. Januar 1935. (online)
- Wally, die Zweiflerin – Eine Centenar-Erinnerung. In: Pariser Tageblatt vom 11. August 1935. (online)
- Donald Wedekind (Porträt). In: Der Bund vom 5. Juni 1938. (Volltext)
- Ist der Eiffelturm schön oder hässlich? In: Pariser Tageszeitung vom 21. Juni 1939. (Volltext)
- Der verwunschene Dichter. Jules Laforgues abgebrochenes Dasein. In: Pariser Tageszeitung vom 7. Juli 1939. (Volltext)
- Mühsams Todestag. In: Pariser Tageszeitung vom 9. Juli 1939. (Volltext)
- Ein bizarrer Vorläufer: Alfred Jarry. (Porträt). In: Pariser Tageszeitung vom 29. Juli 1939. (Volltext)
- Ein verfrühter Music-Hall-Poet: Hégésippe Moreau. In: Pariser Tageszeitung 5. August 1939. (Volltext)
- Sprüchlein (Aphorismen). In: Neue Zürcher Zeitung vom 19. November 1951 (Volltext)

## Übersetzungen (Auswahl)

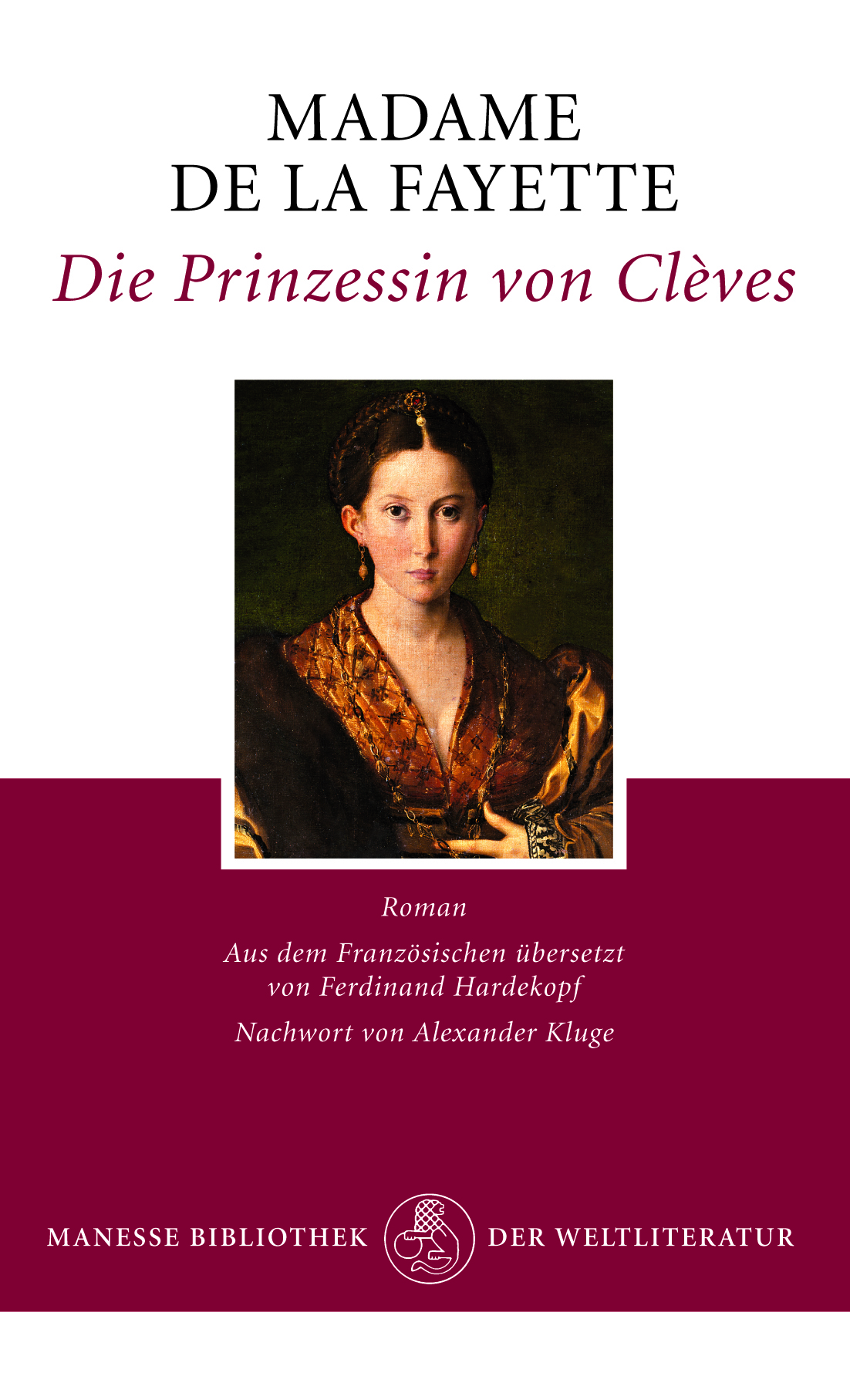
Madame de La Fayette: Die Prinzessin von Clèves, übersetzt von Ferdinand Hardekopf

- Honoré de Balzac: Glanz und Elend der Kurtisanen. Büchergilde Gutenberg, 1950.
- Jean Cocteau: Orpheus (Tragödie), in: Französisches Theater des XX. Jahrhunderts (Bd. 1), Langen Müller Verlag, München 1960.[19]
- Jean Cocteau: Die menschliche Stimme.[20] Exekution in einem Akt. Monolog, in: Neue Schweizer Rundschau, Jg. 1931, Heft 24. Volltext der Übersetzung: (online)
- Colette: La Vagabonde. Büchergilde Gutenberg, 1955.
- Georges Duhamel: Leben der Märtyrer 1914–1916. Erzählungen, Zürich und Leipzig 1919 (Rotapfel-Verlag).
- Alexandre Dumas: Die Kameliendame. Büchergilde Gutenberg, Frankfurt am Main 1978.
- Anatole France: Crainquebille. Büchergilde Gutenberg, Zürich 1947.
- Eugène Fromentin: Dominique. Roman, Zürich 1967 (Manesse Bibliothek der Weltliteratur).
- Christine Garnier: Geh zu den Deinen. Roman, Büchergilde Gutenberg, Zürich 1953.
- André Gide: Stirb und werde. Deutsche Verlags-Anstalt, Stuttgart 1930.
- André Gide: Die Falschmünzer. Rowohlt, Reinbek 1957.
- André Gide: Die Verliese des Vatikans. Deutsche Verlags-Anstalt, Stuttgart 1930; Büchergilde Gutenberg, 1965.
- André Gide: Selbstzeugnis. Autobiographische Schriften. Deutsche Verlags-Anstalt, Stuttgart 1969.
- Jean Giono: Ernte. Deutsche Hausbücherei, Hamburg 1961.
- Jean Giono: Einsamkeit des Mitleids. Erzählungen, S. Fischer Verlag, Berlin 1934.
- Jean Giono: Die große Herde. Antikriegsroman, S. Fischer Verlag, Berlin 1932.
- Madame de La Fayette: Die Prinzessin von Clèves. Manesse, Zürich 1957.
- André Malraux: Der Königsweg. Rowohlt, Reinbek 1954.
- André Malraux: Conditio humana. Abendländische Verlagsanstalt, 1949.
- André Malraux: Die Eroberer. Büchergilde Gutenberg, Zürich 1950.
- André Malraux: Die Lockung des Westens. Büchergilde Gutenberg, Zürich 1950.
- Guy de Maupassant: Die schönsten Novellen. Büchergilde Gutenberg, Zürich 1955.
- Prosper Mérimée: Meisternovellen. Nachwort von Theophil Spoerri. Manesse, Zürich 1985.
- Gérard de Nerval: Sylvia. Erinnerungen aus dem Valois. Büchergilde Gutenberg, Zürich 1953.
- Charles-Louis Philippe: Marie Donadien. Roman, Büchergilde Gutenberg, Zürich 1942.
- Marina Ponty: Vorsicht Arlette! Kriminalroman, Mondial-Verlag, Winterthur 1947.
- Henry Poulaille: Das tägliche Brot. Büchergilde Gutenberg, Zürich/Prag 1938.
- Antoine-François Prévost: Manon Lescaut. Roman, Büchergilde Gutenberg, Zürich 1952.
- Charles Ferdinand Ramuz: Tagebuch 1896–1942. Übertragung von Elisabeth Ihle u. Ferdinand Hardekopf. Steinberg, Zürich 1950.
- Charles Ferdinand Ramuz: Mass des Menschen. Essays, Büchergilde Gutenberg, Zürich 1949.
- Robert de Traz: Vom Bündnis der Könige zur Liga der Menschheit. Heilige Allianz und Völkerbund. Monographie, Jean Christophe Verlag, Zürich 1937.
- Henry van de Velde: Die drei Sünden wider die Schönheit. Bd. 5 der Reihe Europäische Bibliothek, hrsg. von René Schickele, Max Rascher Verlag, Zürich 1918.
- Émile Zola: Germinal. Büchergilde Gutenberg, 1955.
- Emile Zola: Das Vermächtnis. Wolff, München 1925.
- Französische Liebesgeschichten. Anthologie, Büchergilde Gutenberg, Zürich 1951.[21]